# Barbados-Dollar
Der Barbados-Dollar ist die Währung auf Barbados, er wird von der Central Bank of Barbados verwaltet.
Der Barbados-Dollar ist seit dem 5. Juli 1975 im Verhältnis 2 BBD = 1 USD an den US-Dollar gekoppelt.

## Banknoten
Nennwerte: 2, 5, 10, 20, 50 und 100 Dollar

2 Dollar 1995, Vorderseite
2 Dollar 1995, Rückseite
5 Dollar 1995, Vorderseite
5 Dollar 1995, Rückseite
100 Dollar 1999, Vorderseite
100 Dollar 1999, Rückseite

## Münzen
Nennwerte: 1, 5, 10 und 25 Cents sowie 1 Dollar (= 100 Cents)